# Platanthera ophiocephala
Platanthera ophiocephala là một loài thực vật có hoa trong họ Lan. Loài này được (W.W.Sm.) Tang & F.T.Wang miêu tả khoa học đầu tiên năm 1940.